# Etil·la
Etil·la (en grec antic Αίθιλλα) va ser, segons la mitologia grega, una filla de Laomedó.
Formava part de l'estol de captives troianes que van caure a mans dels grecs després de la caiguda de la ciutat de Troia. Ella i les seves germanes Astíoque i Medesicasta van ser lliurades als companys de Protesilau. Però les naus que les portaven, a causa d'una tempesta, es van haver de dirigir a Pal·lene, a Tràcia, per fer reparacions i proveir-se d'aigua. Estil·la va incitar les seves companyes captives a revoltar-se, recordant els mals que havien patit fins allí i els que vindrien, que encara serien pitjors si arribaven a Grècia. Entre totes van cremar les naus i els grecs es van veure obligats a quedar-se al país, on van fundar la ciutat d'Escione.